# 岡崎活性化本部

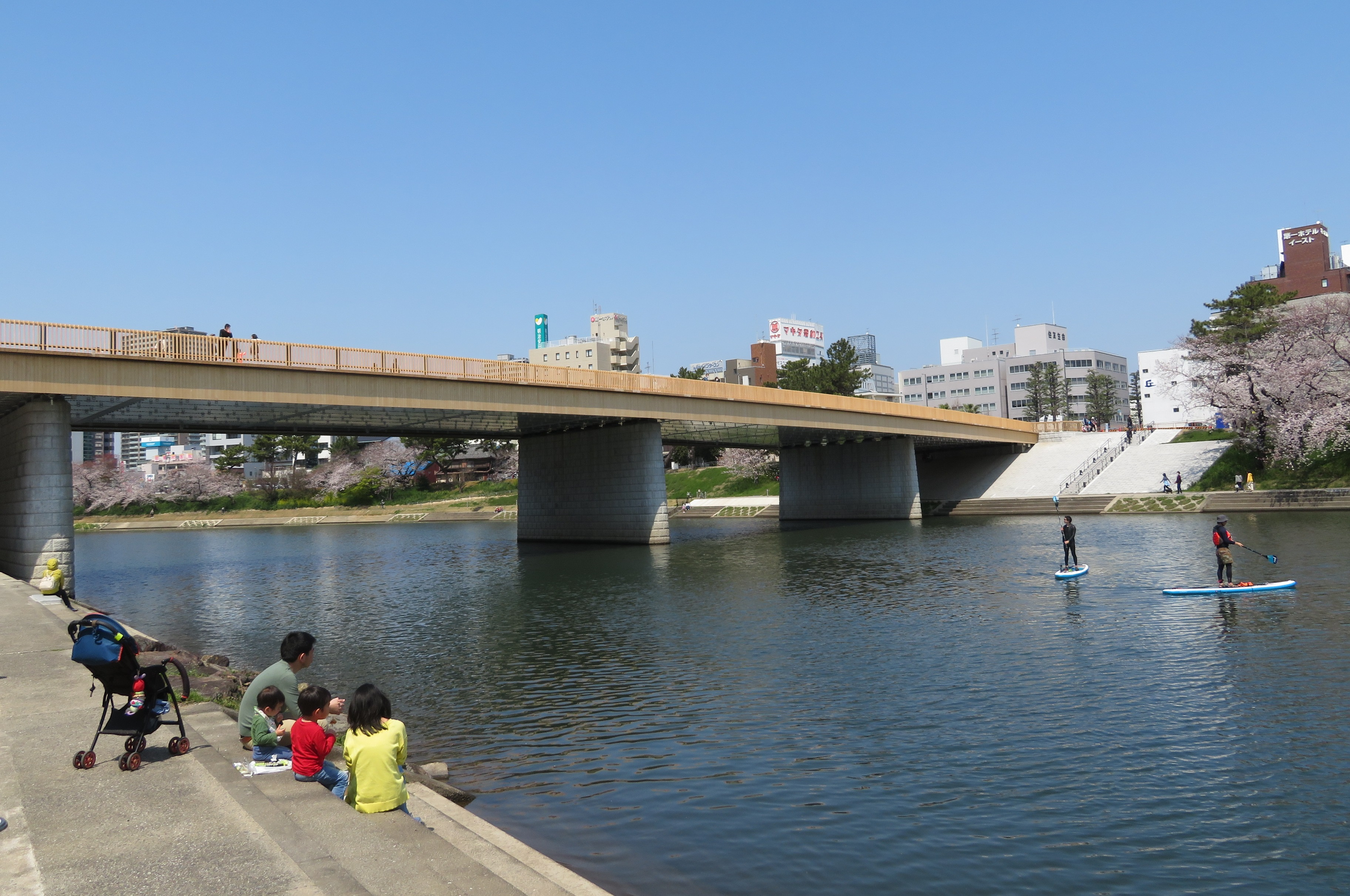
岡崎活性化本部の提言に基づいて、明代橋と殿橋の間に新しい橋が建設された。名称は公募により「桜城橋（さくらのしろばし）」と命名され、2020年3月22日に開通した。

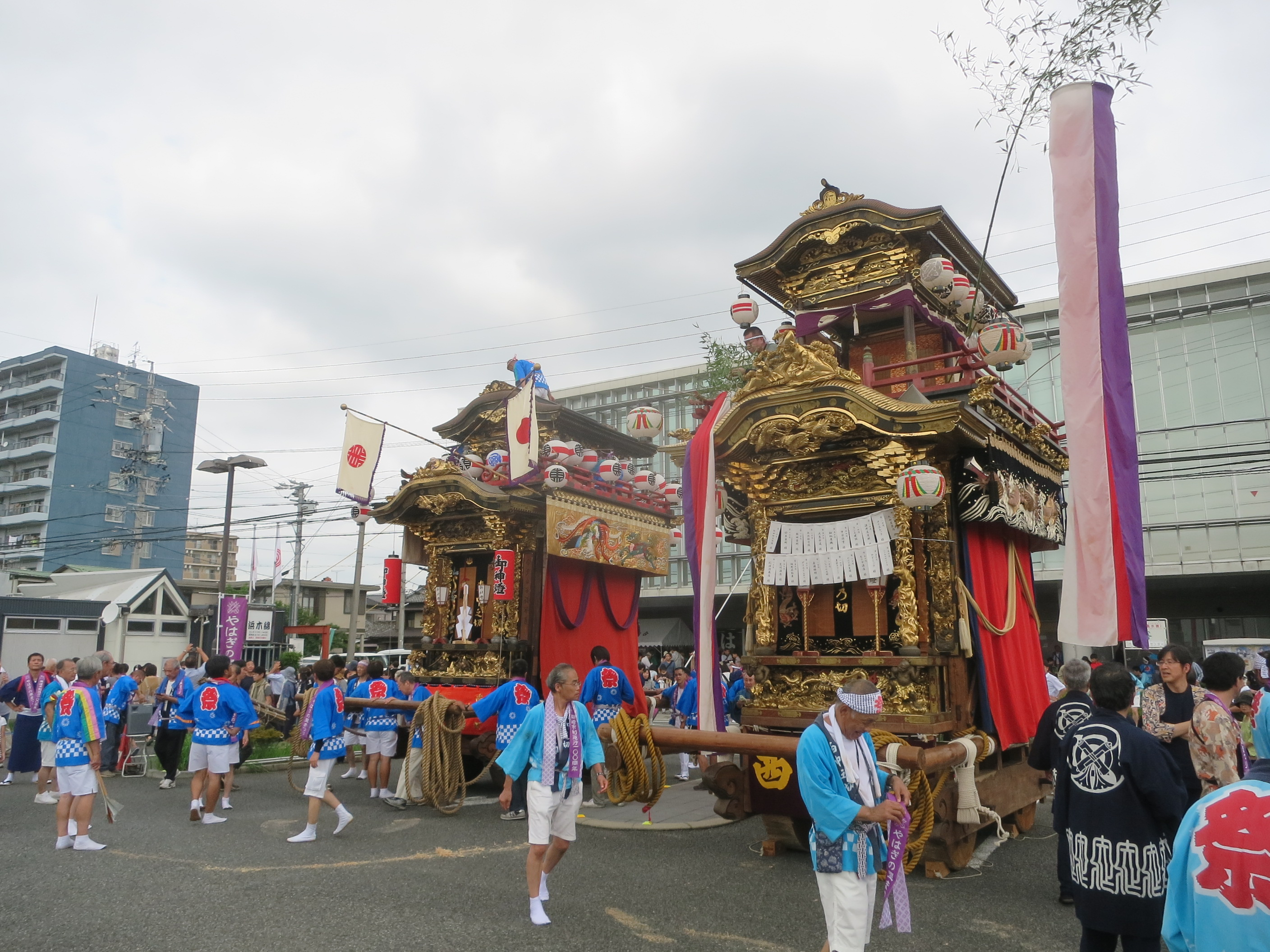
2016年10月に行われた矢作神社秋の大祭。「新世紀岡崎チャレンジ100」事業の支援を受け、2台同時の山車の引き回しが実現した。

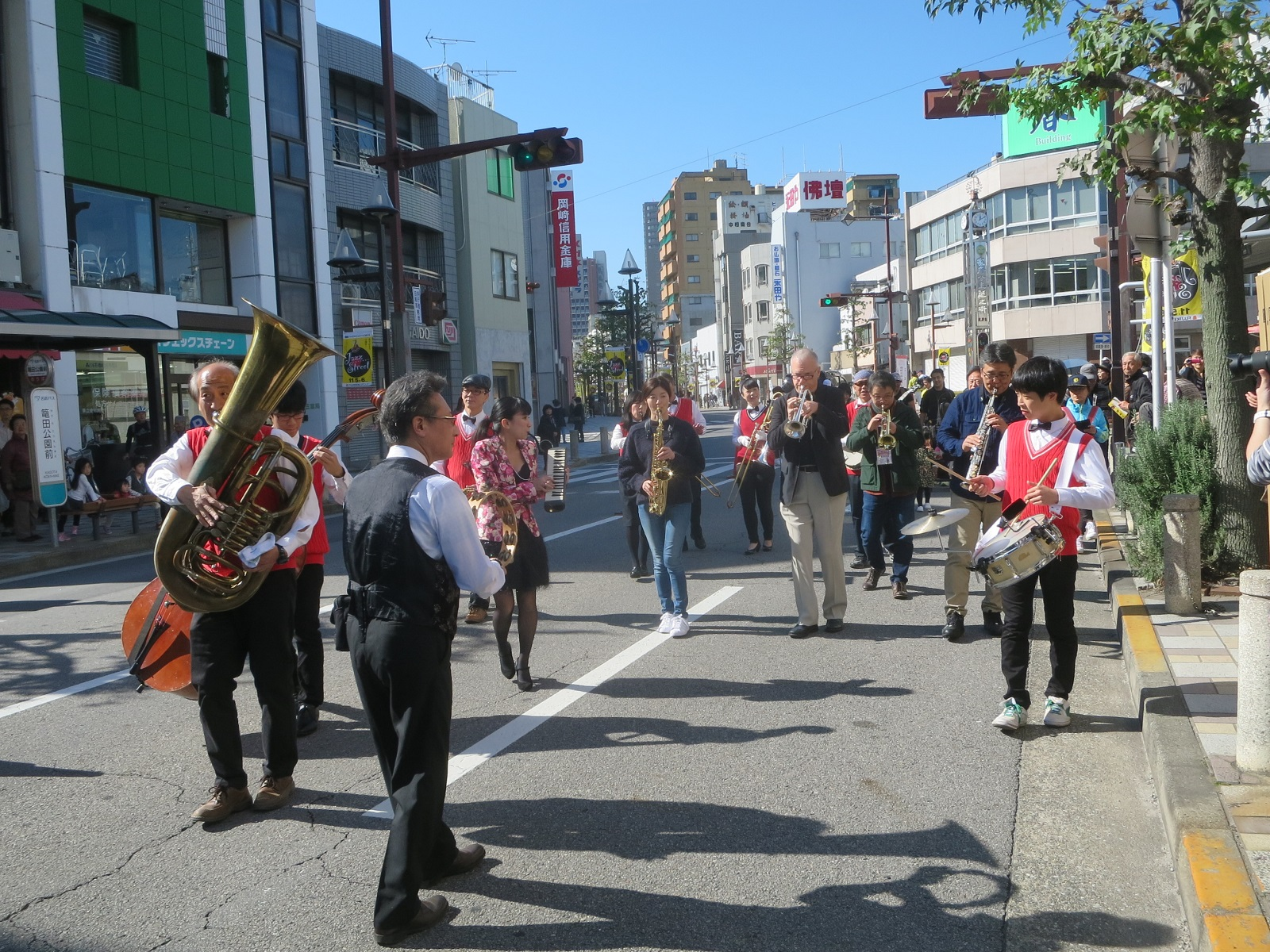
「JAZZの街岡崎」の振興を図る。

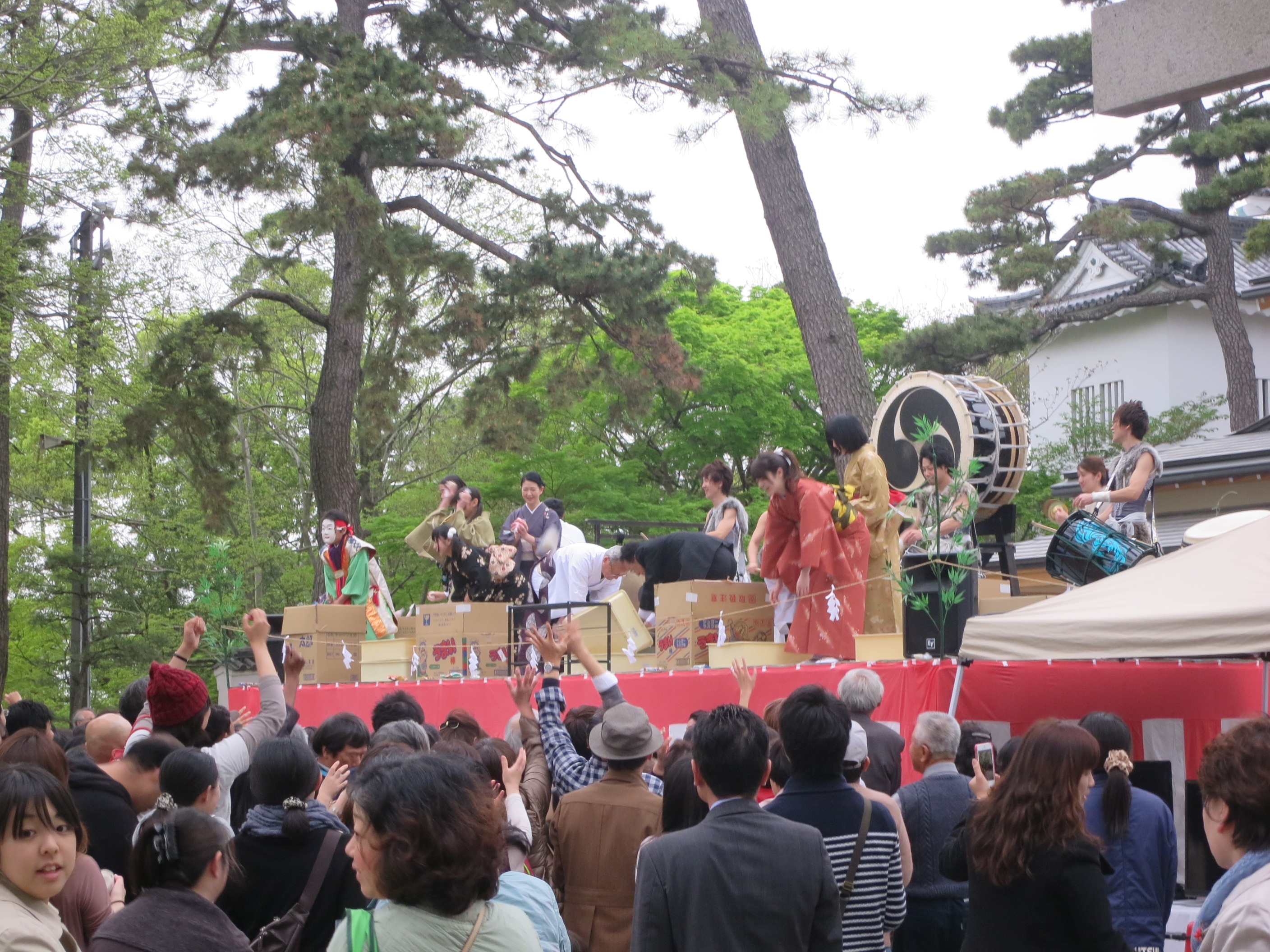
徳川家康公四百年式年大祭（2015年4月19日）。紺野美沙子が参加した。

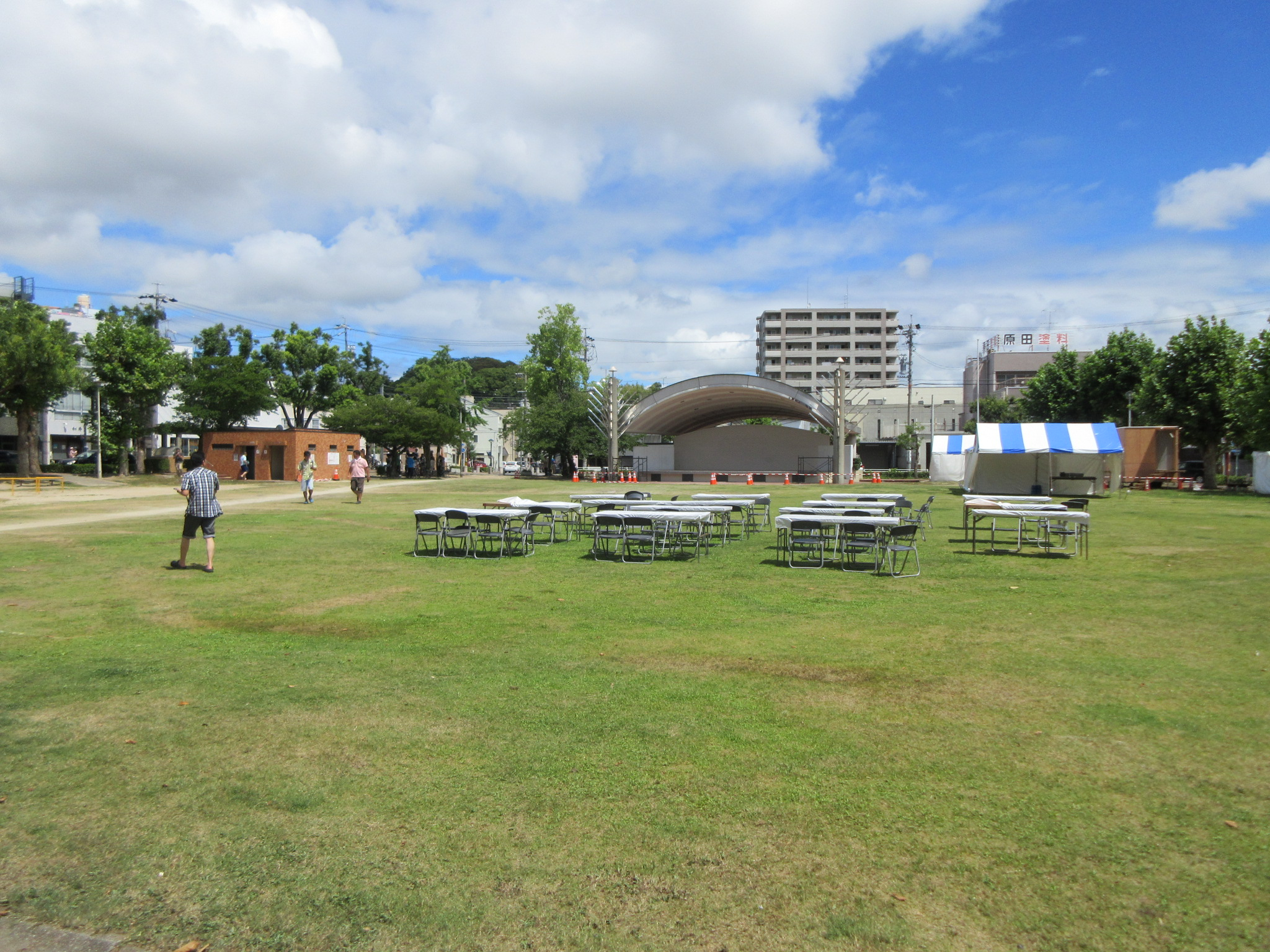
緑化プロジェクトにより生まれ変わった籠田公園。

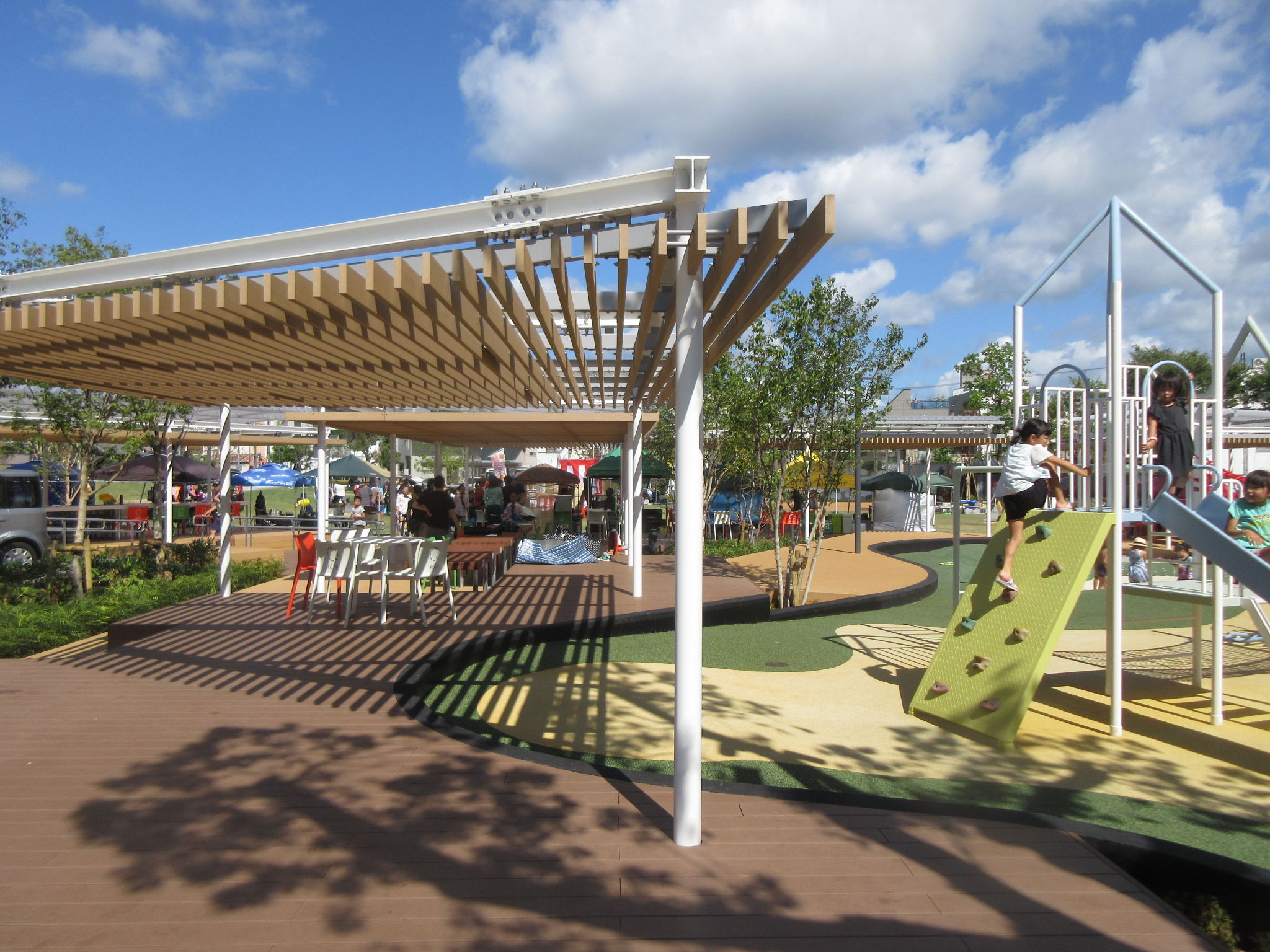
籠田公園は芝生が敷き詰められたあと、岡崎活性化本部の提言に基づいて全面改修が行われた。2019年7月26日にリニューアルオープン。

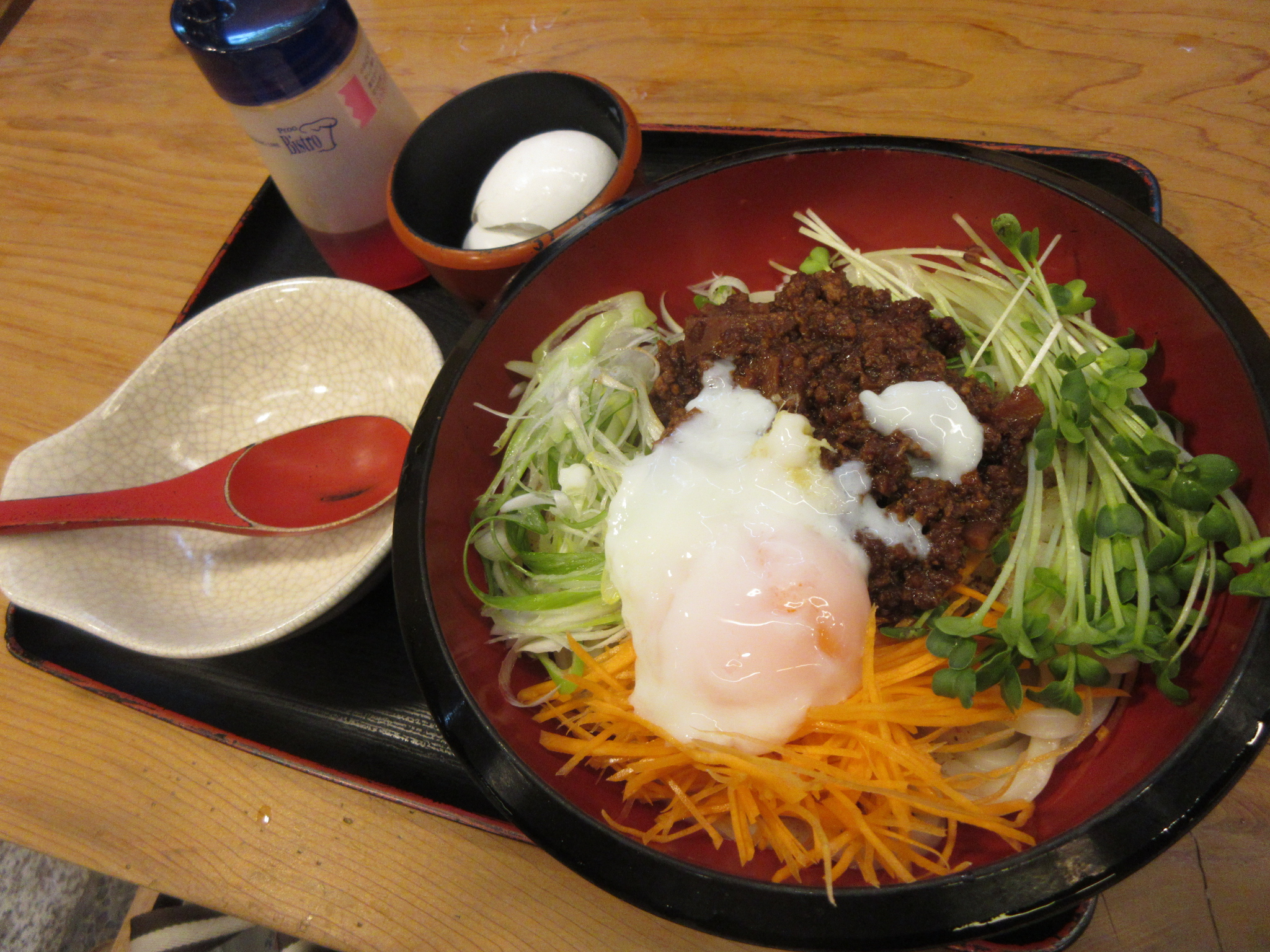
岡崎まぜめんのプロモーションを行う。

岡崎活性化本部（おかざきかっせいかほんぶ）は、岡崎商工会議所会館内に設置された官民連携組織。一般社団法人岡崎市観光協会の発足に伴い、2018年（平成30年）3月31日付で解散した。

## 概要
2013年（平成25年）4月1日に設置された。内田康宏・岡崎市長が選挙公約で掲げた政策の一つ。民間の力を十分活かすために、産、官、学、民の知恵と力を融合して、企画から運営までを連携しながら機動的に行う組織である。市や関係機関に対しシンクタンクの機能を果たすと共に、実際の事業の運営にも携わる。
本部はNPO法人「21世紀を創る会・みかわ」の内部に置かれ、事務局は岡崎商工会議所3階にあった。解散したNPO法人「岡崎都心再生協議会」の事業を引き継ぐ。スタッフは事務局長1名、本部員5名。平成25年度の市の予算（岡崎活性化本部運営費補助業務）として、2,000万円が計上された。平成26年度は2,600万円が計上されている。
市は市役所西庁舎の観光推進課内にある岡崎市観光協会を2018年（平成30年）3月中に康生通東に移転。同年4月1日、一般社団法人岡崎市観光協会がスタートした。これに伴い、市から委託を受けていた観光関連の業務は観光協会が引き継ぐこととなり、岡崎活性化本部は3月31日付で解散した。

## 事業内容

### 岡崎城下家康公夏まつり
長年、8月第1土曜日の前日に開催されていたイベント「岡崎観光夏まつり五万石おどり・みこし」は2011年（平成23年）をもって終了する。それから2年後、同イベントを吸収する形で生まれたのが「岡崎城下家康公夏まつり」である。岡崎活性化本部は第1回（2013年（平成25年）7月28日～8月2日）を主催。第2回（2014年（平成26年）7月30日～8月3日）以降は実行委員会事務局として携わった。なお、花火大会は岡崎市と岡崎市観光協会の共催で行われる。

### 乙川リバーフロント地区整備計画
2014年（平成26年）2月12日、岡崎活性化本部は、岡崎市の要請に応えて「乙川リバーフロント地区整備 基本方針策定のための提言書」を作成。市は同年3月28日、提言書を元に「乙川リバーフロント地区整備 基本方針」を策定し、8月28日に乙川リバーフロント地区整備計画の概要を発表した。それによれば平成27年度からの5年間の総事業費は99億7,000万円（そのうち社会資本整備総合交付金25億9,000万円を国に対して要望する）。新しい人道橋（公募により桜城橋と命名された）の建設、籠田公園と中央緑道の再整備、徳川四天王の石像の設置、殿橋と明代橋のライトアップ、乙川河川敷での遊歩道・ランニングコースの整備、遊覧船の船着き場・船揚げ場の設置、東岡崎駅周辺のペデストリアンデッキの設置等が計画に盛り込まれた。岡崎活性化本部は、「乙川リバーフロント部会」や国土交通省や愛知県等のアドバイザーとの意見交換の場である「乙川リバーフロント懇談会」の開催と運営を主に行った。また「乙川リバーフロントアイデアコンクール」を実施した。

### 新世紀岡崎チャレンジ100
岡崎市は2016年（平成28年）7月1日に市制施行100周年を迎えた。「新世紀岡崎チャレンジ100」は市制100周年記念事業の連携事業のひとつ。市民が自ら企画・実施するプロジェクトを支援する事業で、市は計91のグループに対し1億円の補助金を支給。岡崎活性化本部はチャレンジ100の企画、募集、運営業務を行った。 

### 岡崎さくら100年プロジェクト
市制100周年記念事業のひとつとして実施されるプロジェクト。岡崎市は次の100年に残していけるような桜の保護を計画的に行うとともに、身近な桜の名所づくりを行うと発表している。2015年度（平成27年度）は市内22箇所に約1,150本の桜を植樹した。また2015年（平成27年）11月、希望する市民に桜の苗木を配布した。岡崎活性化本部は、関係各所との連絡・調整や、桜に関する勉強会（桜守養成講座）の開催、植樹に参加できるボランティアの募集などを行った。

### シティプロモーション活動推進業務
岡崎活性化本部では「シティプロモーション推進会議」を設置、開催し、岡崎市のシティプロモーションの進め方の検討を行う。また、市制100周年記念事業の広報の推進にも携わった。

### 徳川家康公顕彰四百年記念事業
徳川家康が世を去ってから400年目にあたる2015年（平成27年）に、静岡市、浜松市、岡崎市の3市が家康の遺徳を全国、世界に発信する事業。岡崎活性化本部は、2015年（平成27年）の本事業に向けた各種イベントの企画、実施を行った。

### 家康公生誕祭
上記「家康公顕彰400年記念事業」に関連したイベント。徳川家康の誕生日（12月26日）を祝う。2015年（平成27年）度の第3回生誕祭は12月23日から26日まで4日間の開催。最終日の26日は乙川河畔で「泰平の祈りプロジェクト」も同時に開催された。岡崎活性化本部は実行委員会事務局を担った。

### JAZZの街岡崎 推進プロジェクト
2014年（平成26年）、岡崎市役所文化芸術部文化総務課内に、文化・観光の振興のための横断的な組織である「ジャズの街岡崎 発信連絡協議会」が設置された。岡崎活性化本部では「ジャズの街岡崎推進部会」を立ち上げ、JAZZの街岡崎年間イベントカレンダーの制作や、名鉄東岡崎駅BGM事業などを行った。

### 籠田公園緑化プロジェクト
ボランティアを募り、籠田公園（籠田町）の砂地に芝の苗を植えて緑化を進めるというプロジェクト。2011年から2015年まで年に一度、毎年8月に開かれた。2013年（平成25年）度の予算は260万円。苗などの諸費用は県の補助金「あいち森と緑づくり税」から充てられる。岡崎活性化本部は岡崎市と協働で施工箇所（デザイン）や方法を協議、当日の運営に当たった。

### 岡崎応援キャラクター隊
岡崎市にゆかりのある11体のマスコットキャラクターにより、2014年（平成26年）6月25日に結成される。岡崎市のシティプロモーション推進や市制100周年記念事業の周知を目的とする。現在は12体。

### 岡崎まぜめんのプロモーション
岡崎まぜめんは、2012年（平成24年）8月、八丁味噌のまち岡崎で新たに生み出されたご当地グルメ。当該プロジェクトの事務局が岡崎活性化本部内に置かれていた。

## 所在地
〒444-8611：愛知県岡崎市竜美南1-2 岡崎商工会議所 3階